# Віктор Котюжанський
Віктор Котюжанський (9 квітня 1987, Молдавська Радянська Соціалістична Республіка) — молдовський боксер, призер чемпіонату Європи серед аматорів.

## Аматорська кар'єра
На чемпіонаті Європи 2006 Віктор Котюжанський програв у першому бою Савашу Кая (Туреччина).
На чемпіонаті світу 2007 програв у першому бою Сергію Дерев'янченко (Україна).
На чемпіонаті Європи 2008 переміг двох суперників, а у півфіналі програв Івану Сенай (Україна) — 4-8 і завоював бронзову медаль.
На чемпіонаті світу 2009 переміг трьох суперників, а у чвертьфіналі програв Андраніку Акопяну (Вірменія) — 1-8, вибувши з боротьби за медалі.
На чемпіонаті Європи 2010 програв у першому бою Младену Маневу (Болгарія).
На чемпіонаті Європи 2011 і чемпіонаті світу 2011 програвав у другому бою..
У сезоні 2010—2011 Віктор Котюжанський входив до складу південнокорейських команд Incheon Red Wings та Pohang Poseidon в боксерській лізі World Series Boxing (WSB).